# Кирос, Питер
Пи́тер Нико́лас Ки́рос (англ. Peter Nicholas Kyros; 11 июля 1925, Портленд, Мэн, США — 10 июля 2012, Вашингтон, округ Колумбия, США) — американский адвокат и политик-демократ, член Палаты представителей США. Являлся членом Американо-греческого прогрессивного просветительского союза, а также Ордена святого апостола Андрея, носил оффикий (титул) архонта депутатоса Вселенского Патриархата Константинополя.

## Биография
Родился в греческой семье.
Окончил Массачусетский технологический институт, а также Военно-морскую академию США (1947).
В 1944—1953 годах служил в ВМС США, откуда был уволен в звании лейтенанта.
В 1957 году окончил Гарвардскую школу права. В этом же году был принят в коллегию адвокатов и начал свою юридическую практику в городе Портленд.
В 1957—1959 годах служил адвокатом в Комиссии по коммунальному обслуживанию штата Мэн.
В 1967—1975 годах — член Палаты представителей. В 1976 году пытался переизбраться, но безуспешно.
В 1980—1982 годах служил в Государственном департаменте США.
Возобновил адвокатскую практику в Вашингтоне, занимаясь лоббированием интересов «нескольких фирм, действующих на Капитолийском холме, выступая в поддержку научных и медицинских исследований».
Умер 10 июля 2012 года в Вашингтоне.